# Łomianki Górne
Łomianki Górne – osiedle i część miasta Łomianki, w województwie mazowieckim.
Do 1988 wieś sołecka. 1 stycznia 1989 w całości (182,66 ha) weszła w skład nowo utworzonego miasta Łomianki.
Według stanu na dzień 31 grudnia 2008 roku posiada powierzchnię 77,8 ha i 1649 mieszkańców.
Obszarem osiedla jest obszar ograniczony:
- od zachodu granica sołectwa Kiełpin od ulicy Kolejowej do Warszawskiej,
- od północy granicami osiedli: Łomianki Powstańców i Łomianki Trylogii wzdłuż ulicy Warszawskiej,
- od wschodu granica osiedla Łomianki Centralne wzdłuż linii równoległej do ulicy Wiosennej z wyłączeniem tej ulicy,
- od południa granica osiedla Dąbrowa Zachodnia wzdłuż ulicy Kolejowej.

## Ważne miejsca

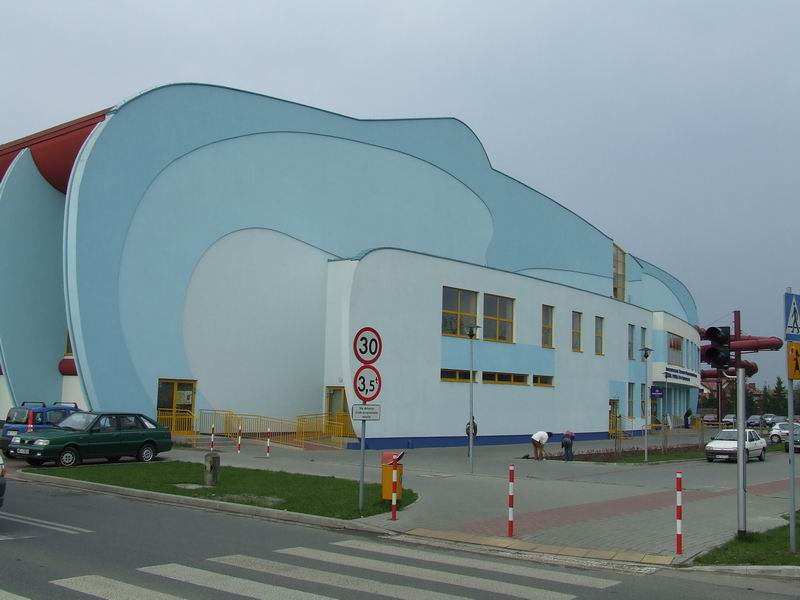
ICDS

- Integracyjne Centrum Dydaktyczno-Sportowe Jana Pawła II,
- Publiczne LO im. Karola Wojtyły,
- Niepubliczne LO nr 71 Szkoła Mistrzostwa Sportowego PZKosz.

## Ulice osiedla
- Orzechowa
- Krzywa
- Podleśna
- Stanisława Staszica
- Stanisława Konarskiego
- Sierakowska
- Zalotna
- Gospodarcza
- Przygodna
- Romantyczna
- Miłosna
- Kasztanowa
- Baonu Zośka
- Palmowa
- Agawy
- Kaktusowa
- Warszawska
- Kolejowa
- Mokra